# Sutorhaus

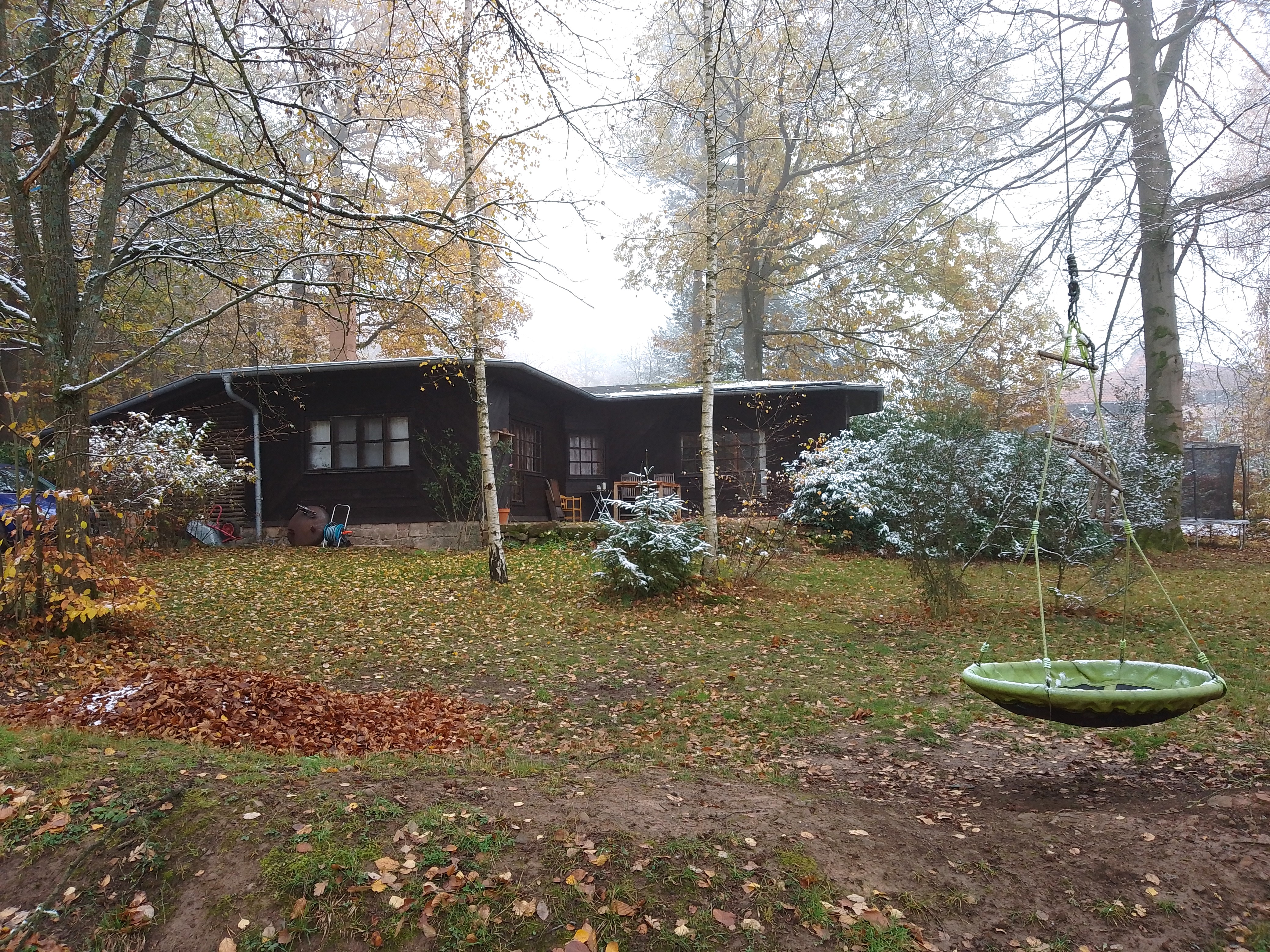
Sutorhaus 2022

Das Sutorhaus in der Siedlung Loheland bei Fulda ist ein hessisches Kulturdenkmal im Bereich der Gesamtanlage Loheland. Es gehört zu den Wohngebäuden der Zwischenkriegszeit und wurde als Holzbau errichtet.

## Lage
Das Gebäude steht in der Gemeinde Künzell bei Fulda. Die Streusiedlung Loheland liegt auf dem Gemarkungen der Ortsteile Dirlos und Pilgerzell. Das Sutorhaus liegt neben dem Hilkerhaus auf einer Anhöhe mit Ausrichtung nach Westen in der Nähe des heutigen Waldorfschule.

## Geschichte und Beschreibung
Das Wohnhaus wurde 1932/33 für die Ausdruckstänzerin Edith Sutor errichtet. Es wurde über einem Natursteinsockel mit polygonalem Grundriss als Holzhaus konstruiert. Das flache Dach ist mit Bitumen eingedeckt. Die Fassade verfügt über große Fenster mit gleichmäßiger Sprossenteilung. Die Holzschalung der Brüstungen verläuft horizontal während die Gebäudeflächen mit einer Diagonalschalung betont werden. Die Fassadengestaltung ist der Fassade des Finslerhauses sehr ähnlich. Das Haus wurde insgesamt aber weniger aufwändig gestaltet. Für den Entwurf zeichnet Emil Hermann aus Fulda verantwortlich. Es sticht durch technische Details hervor. Installiert wurde eine Schwerkraftzentralheizung. Die Wandkonstruktion verfügt über eine Wärmedämmung als Holzspäne-Salzmischung.
Das Gebäude ist ein Kulturdenkmal gemäß § 2.1 Hessisches Denkmalschutzgesetz innerhalb der Gesamtanlage Loheland gemäß § 2.2.1 Hessischen Denkmalschutzgesetz.